# باول جرانو
باول جرانو (بالإنجليزية: Paul Grano)‏ هو صحفي وشاعر أسترالي، ولد في 22 أكتوبر 1894، وتوفي في 11 يناير 1975.